# White Goat Wilderness Area
Die White Goat Wilderness Area ist ein von der Provinz Alberta ausgewiesenes Wildnisgebiet in den kanadischen Rocky Mountains. Es wurde 1965 eingerichtet und steht als eines der drei Wildnisgebiete Albertas unter dem strengsten staatlichen Schutz. Die beiden anderen Wildnisgebiete sind die Ghost River Wilderness Area und die Siffleur Wilderness Area, die zusammen eine Fläche von 100.988,82 ha umfassen.
Das Wildnisgebiet White Goat Wilderness Area umfasst Gipfel mit einer Höhe von über 3300 m. Auf den höchsten Gipfeln gibt es permanente Schneefelder und kleinere Gletscher. Unterhalb von 2100 m befinden sich Wälder aus Engelmann-Fichten, Weiß-Fichten, Tannen und Kiefern. Oberhalb von 2100 Metern gibt es Gräser, Seggen und Wildblumen. Die Blütezeit beginnt in tieferen Lagen im Juni und endet auf den hochalpinen Wiesen Mitte Juli. Die Tierwelt in der White Goat Wilderness Area umfasst unter anderem  Dickhornschafe, Bergziegen, Waldkaribus, Elche, Pumas, Wölfe, Grizzlybären und Schwarzbären.

## Aktivitäten
In der White Goat Wilderness Area gibt es keine ausgewiesenen Zeltplätze oder andere Einrichtungen. Das Gebiet darf nur zu Fuß betreten werden. Pferde und Mountainbikes sowie das Jagen und Fischen sind in der Wilderness Area nicht erlaubt. Der Zugang erfolgt von Osten an der Kreuzung von Hwy. 11 mit dem Cline River. Ein weiterer Zugang besteht von Südwesten entlang des Norman Creek vom Hwy. 93 aus. Vom Norden aus ist über den Nigel Creek Trailhead in der Nähe des Sunwapta Pass auf Hwy. 93 ein Zugang möglich. Die meisten Wege werden nicht instand gehalten. Von den Zugangspunkten sind es rund 4–5 Stunden Wanderung bis zur Grenze des Wildnisgebiets.